# Деструктивний розлад з порушенням регуляції настрою
Деструктивний розлад з порушенням регуляції настрою (англ. Disruptive mood dysregulation disorder, DMDD) — це психічний розлад у дітей та підлітків, що характеризується стійким дратівливим або злим настроєм і частими спалахами гніву, непропорційними ситуації та значно сильнішими, ніж типова реакція однолітків. DMDD був доданий до DSM-5 як діагноз типу розладу настрою для молоді. Симптоми DMDD подібні до багатьох інших розладів, тому диференційна діагностика включає розлад дефіциту уваги з гіперактивністю (РДУГ), опозиційно зухвалий розлад (ОЗР), тривожні розлади, біполярний розлад у дітей, періодичний вибуховий розлад (ІВР), великий депресивний розлад (ВДР) і розлад поведінки.
DMDD вперше був визнаний як розлад у DSM-5 у 2013 році і класифікується як розлад настрою. Дослідники з Національного інституту психічного здоров'я (NIMH) розробили діагноз DMDD для точнішої діагностики молоді, якій раніше могли помилково ставити діагноз дитячого біполярного розладу, хоча в неї не спостерігалися епізоди манії чи гіпоманії.
Для діагностики необхідно відповідати критеріям, визначеним у DSM-5, які включають часті й сильні спалахи гніву кілька разів на тиждень протягом понад року, що спостерігаються в різних середовищах. Лікування включає медикаментозну терапію для контролю симптомів настрою, а також індивідуальну та сімейну психотерапію для розвитку навичок емоційної регуляції. Діти з DMDD мають підвищений ризик розвитку депресії та тривожності в дорослому віці.